# She & Him
She & Him är en indiepopgrupp bestående av sångaren, musikern och kompositören M. Ward och skådespelaren och sångerskan Zooey Deschanel.
Duon släppte 2008 debutalbumet Volume One, med bland annat covers på The Beatles I Should Have Known Better och Smokey Robinsons You've Really Got a Hold on Me, samt en rad låtar skrivna av Deschanel.
I mars 2010 släpptes det andra albumet, med titeln Volume Two. Den 25 oktober 2011 släpptes deras tredje album, julskivan A Very She & Him Christmas. Albumet Volume 3, gruppens fjärde, släpptes i maj 2013.

## Medlemmar
- Zooey Deschanel – sång, tamburin, piano, ukulele, vibrafon, xylofon, slagverk
- M. Ward – gitarr, bakgrundssång, piano, orgel, slagverk, mandolin, synthesizer, basgitarr

## Diskografi
Album
- 2008 – Volume One
- 2010 – Volume Two
- 2011 – A Very She & Him Christmas
- 2013 – Volume 3
- 2014 – Classics
- 2016 – Christmas Party

EP
- 2013 - The Capitol Studios Session

Singlar
- 2008 - Why Do You Let Me Stay Here? / Lotta Love
- 2010 - In the Sun / I Can Hear Music
- 2010 - Thieves / I Knew It Would Happen This Way
- 2010 - I Put a Spell on You / Lingering Still
- 2011 - Baby, It's Cold Outside
- 2013 - Never Wanted Your Love
- 2013 - I Could've Been Your Girl